# 타이탄의 분노
타이탄의 분노(Wrath of the Titans)는 2012년 개봉한 영화로 타이탄의 후편이다.

## 캐스팅
- 샘 워싱턴 - 페르세우스 역
- 랄프 파인즈 - 하데스 역
- 리암 니슨 - 제우스 역
- 로자먼드 파이크 - 안드로메다 역
- 빌 나이 - 헤파이스토스 역
- 에드가르 라미레스 - 아레스 역
- 토비 케벨 - 아게노르 역
- 대니 휴스턴 - 포세이돈 역
- 릴리 제임스 - 코리나 역